# Carl Christoph von Schlippenbach
Carl Christoph von Schlippenbach (* 1676; † 27. September 1734 in Berlin) war ein preußischer Geheimer Staatsrat.

## Leben

### Herkunft und Familie
Carl Christoph von Schlippenbach war Angehöriger des baltischen Adelsgeschlechts von Schlippenbach. Sein Großvater war Christoph von Schlippenbach. Als seine Eltern werden genannt, der kurländische Landmarschall und Oberburggraf zu Mitau Georg Christopher von Schlippenbach (1645–1717) und Magdalena Elisabeth von Buddenbrock oder der preußische General der Kavallerie und Diplomat Karl Friedrich von Schlippenbach (1658–1723) und Anna Barbara Sabine von Arnim (1677–1739). Carl Christoph von Schlippenbach blieb unvermählt und starb, ohne Kinder zu hinterlassen.

### Werdegang
Schlippenbach wurde am 23. November 1718 Wirklicher Geheimer Rat. Er führte den Titel eines preußischen Staatsministers und war preußischer Oberschenk, weiterhin Amtshauptmann zu Schlanstädt und Oschersleben. Schlippenbach war Erbherr auf den preußischen Landgütern Domnau und Sahlau, sowie Freiherr zu Sahlingen (Goldingen). Er war seit 1704 Johanniter-Ritter und seit 1731 designierter Komtur zu Lagow.